# Usko Nyström
Pour les articles homonymes, voir Nyström.
Sakris Usko Nyström (né le 6 septembre 1861 à Virrat – mort le 6 janvier 1925 à Kotka) est un architecte finlandais.

## Biographie
En 1880, Usko Nyström commence des études de mathématiques et de sciences humaines à l'université d'Helsinki.
En 1885, il change pour des études d'architecture à l'École polytechnique d'Helsinki et il obtient son diplôme d'architecte en 1888.
Pendant ses études il travaille aux cabinets de Josef Stenbäck et de Gustaf Nyström.
En 1890–1891, il étudie à l'école nationale supérieure des beaux-arts de Paris.
De 1892 à 1908, il est assistant d'enseignement à École polytechnique d'Helsinki en dessin puis en architecture.
À partir de 1908, il enseigne l'architecture à l'école supérieure technique de Finlande.
De 1893 à 1902, il enseigne le style et l'ornementà l'école centrale d'art industriel.
En 1922, il est nommé Professeur.
De 1895 à 1907, Usko Nyström a un cabinet d'architecte avec Albert Petrelius et Vilho Penttilä.
Le cabinet conçoit des bâtiments de style Jugend.
Usko Nyström meurt célibataire en 1925.
En 1928, l'association finlandaise des architectes lance un concours pour la conception de sa pierre tombale du cimetière d'Hietaniemi.
L'œuvre en marbre blanc de son ancien étudiant Alvar Aalto est sélectionnée.
On peut y lire la phrase de René Descartes en latin : Bene vixit qui bene latuit .

## Ouvrages

### Usko Nyström
- Institut de Finlande occidentale, Aino Voipion tie 30, Huittinen – 1895
- Uudenmaankatu 17, Helsinki – 1898[3]
- Suviranta, Atelier d'Eero Järnefelt, Tuusulanjärvi – 1901
- Vieux manoir de Pori (fi), Kirkkokankaantie, Pori – 1902
- Maison Schalin, Kapteeninkatu 11, Helsinki – 1902[3]
- Chapelle funéraire du cimetière, Virrat - 1902
- Hôtel national d'Imatra, Imatra – 1903
- Städet, Meritullinkatu 9, Helsinki – 1905[3]
- Mielikki, Kapteeninkatu 20–22, Helsinki – 1906[3]
- Vilhola, Vilhonkatu 9, Helsinki – 1907[3]
- As Oy Kointähti, Pietarinkatu 9, Helsinki – 1907[3]
- As Oy Kotirinne, rues du chemin de fer 11 – Nervanderinkatu 1 – Ainonkatu 4, Etu-Töölö 1911 [3]
- École Cygnaeus, Pori – 1912
- Reconstruction de l'église de Lammi, Lammi - 1920

### Cabinet Usko Nyström-Petrelius-Penttilä
- Fredrikinkatu 19 – Merimiehenkatu 6, Helsinki – 1896[4],
- Uudenmaankatu 9, Helsinki – 1900[4],
- Immeuble de la Kansallis-Osake-Pankki, Oulu – 1900[5],
- As Oy Kataja, Kauppiaankatu 2, Katajanokka, Helsinki – 1902[4],
- Kristianinkatu 1, Kruununhaka, Helsinki – 1902[4],
- Oikokatu 13, Kruununhaka, Helsinki – 1903[4],
- Bâtiment Arcus du lycée de Kotka – 1905,
- Immeuble Koitto, Helsinki – 1907

## Galerie

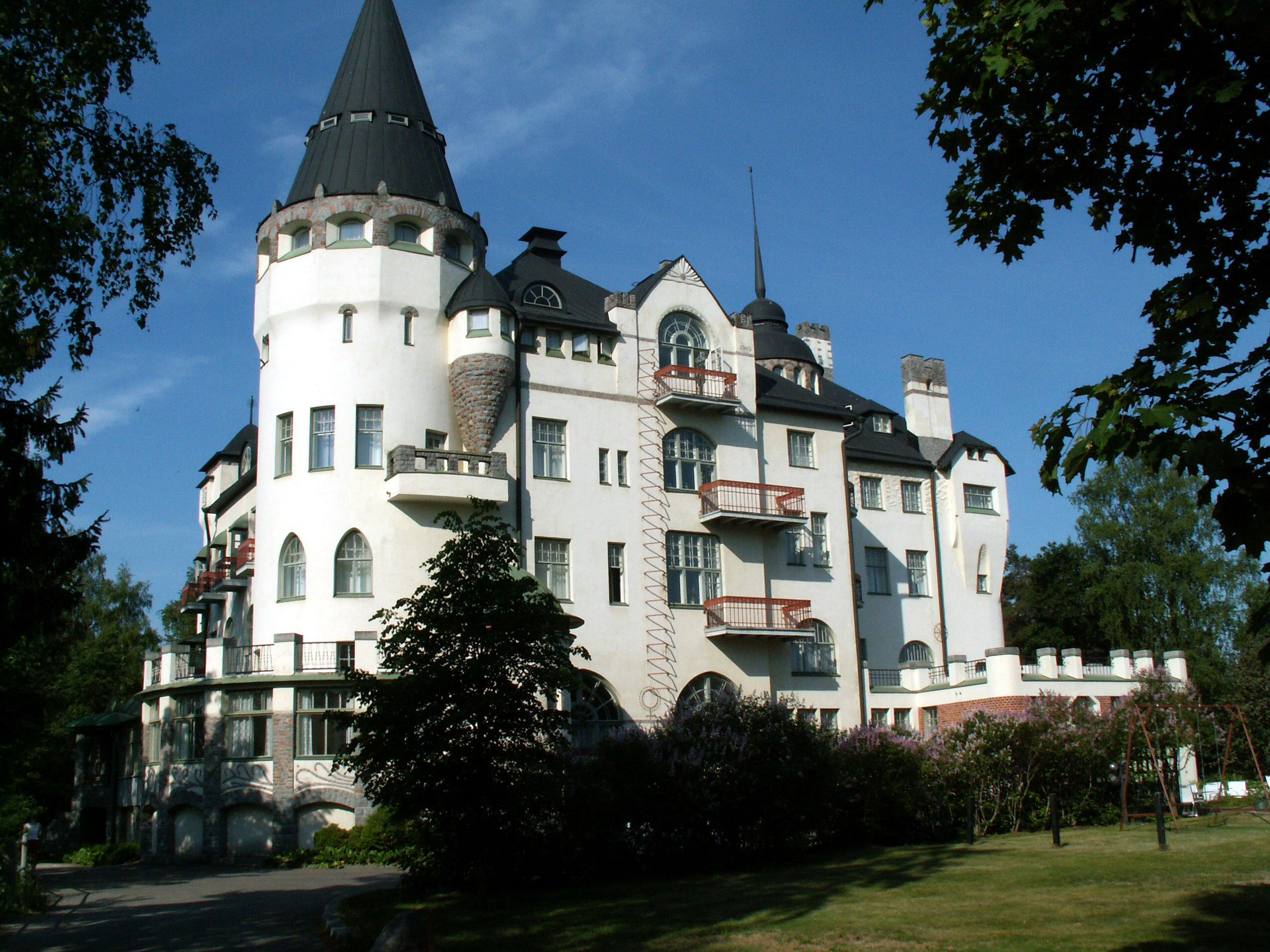
Hôtel national d'Imatra (1903)
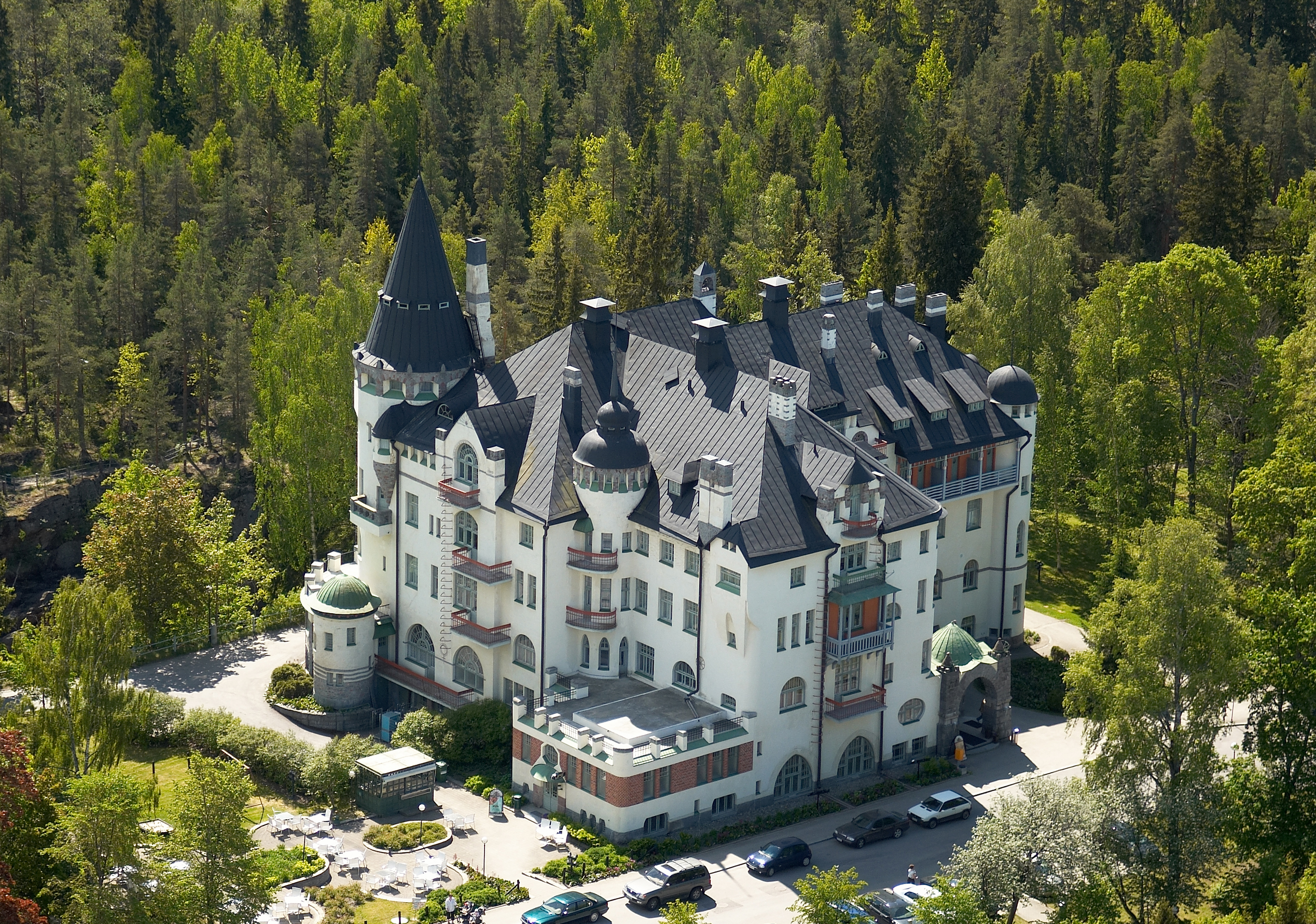
Hôtel national d'Imatra (1903)
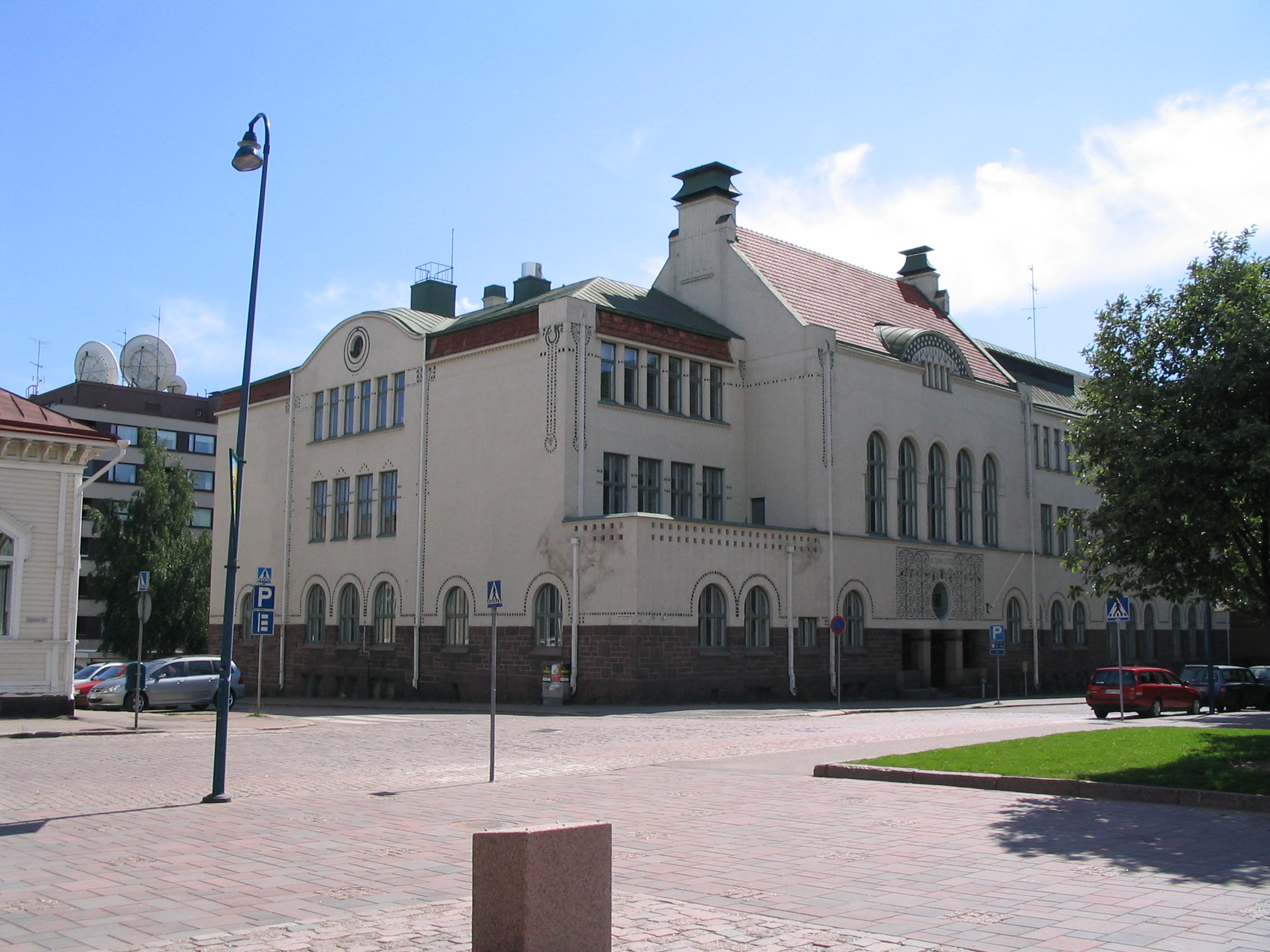
École secondaire, Kotka (1905)
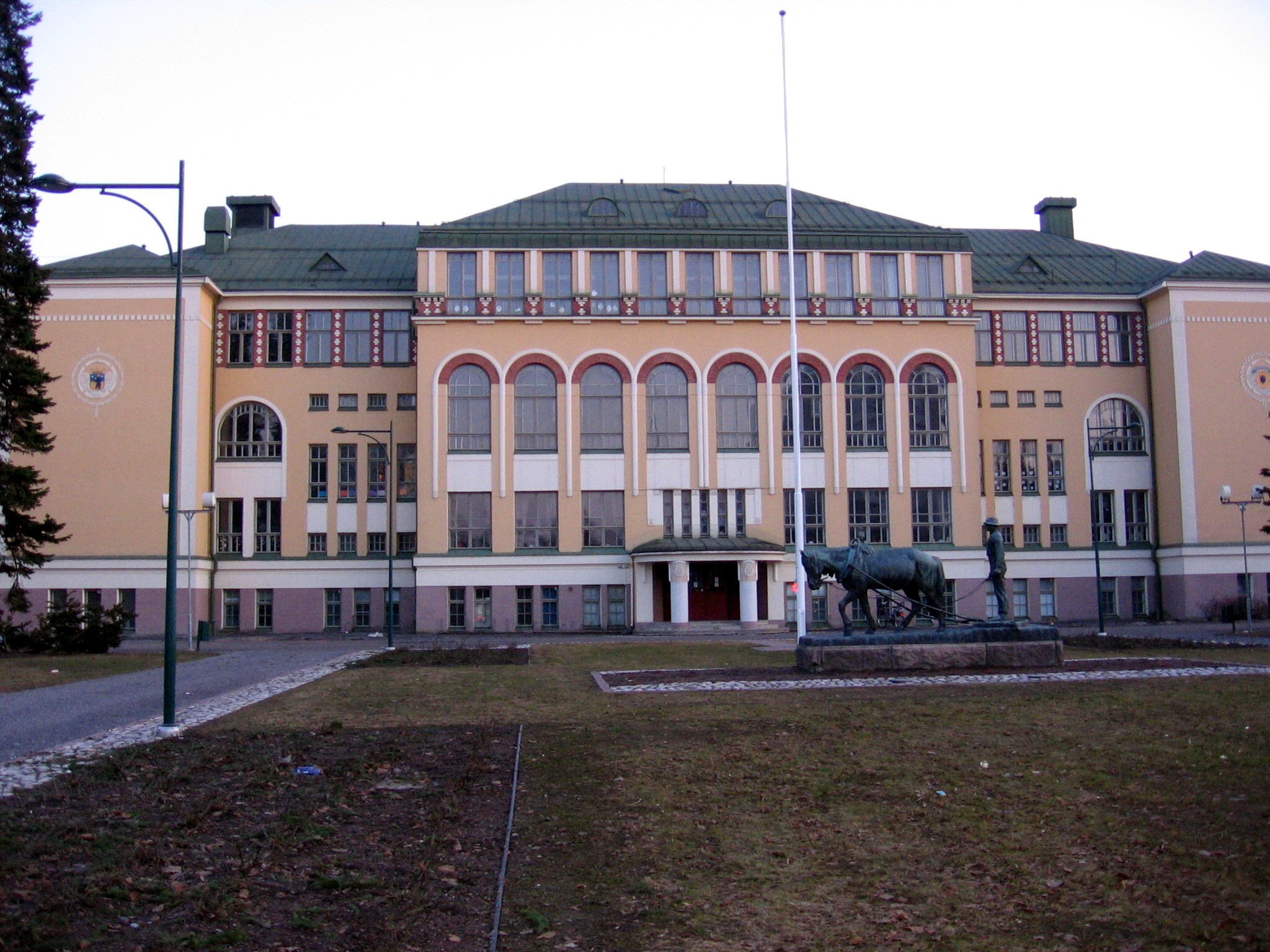
École Cygnaeus de Pori, (1912)
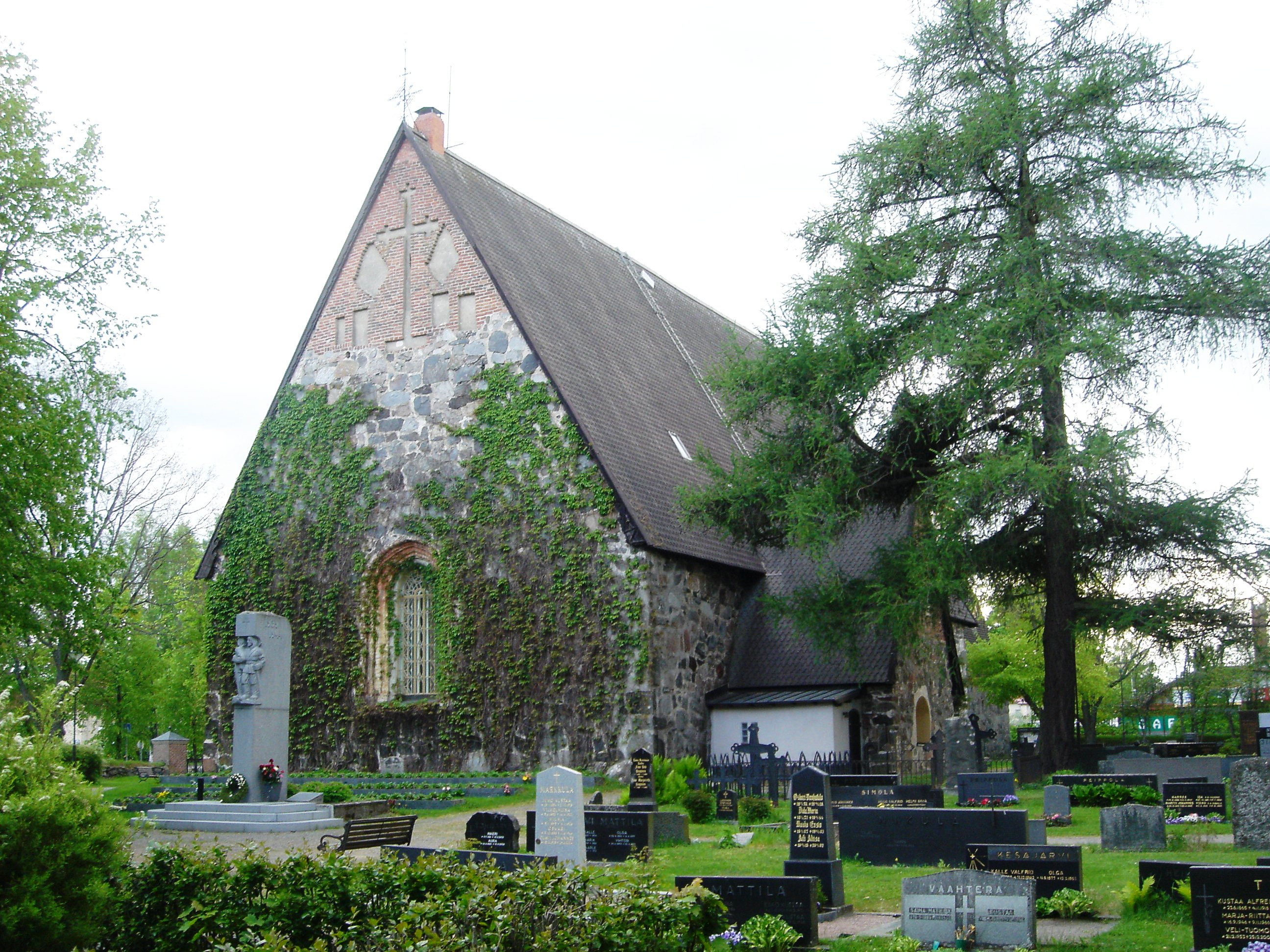
Église de Lammi (1920)
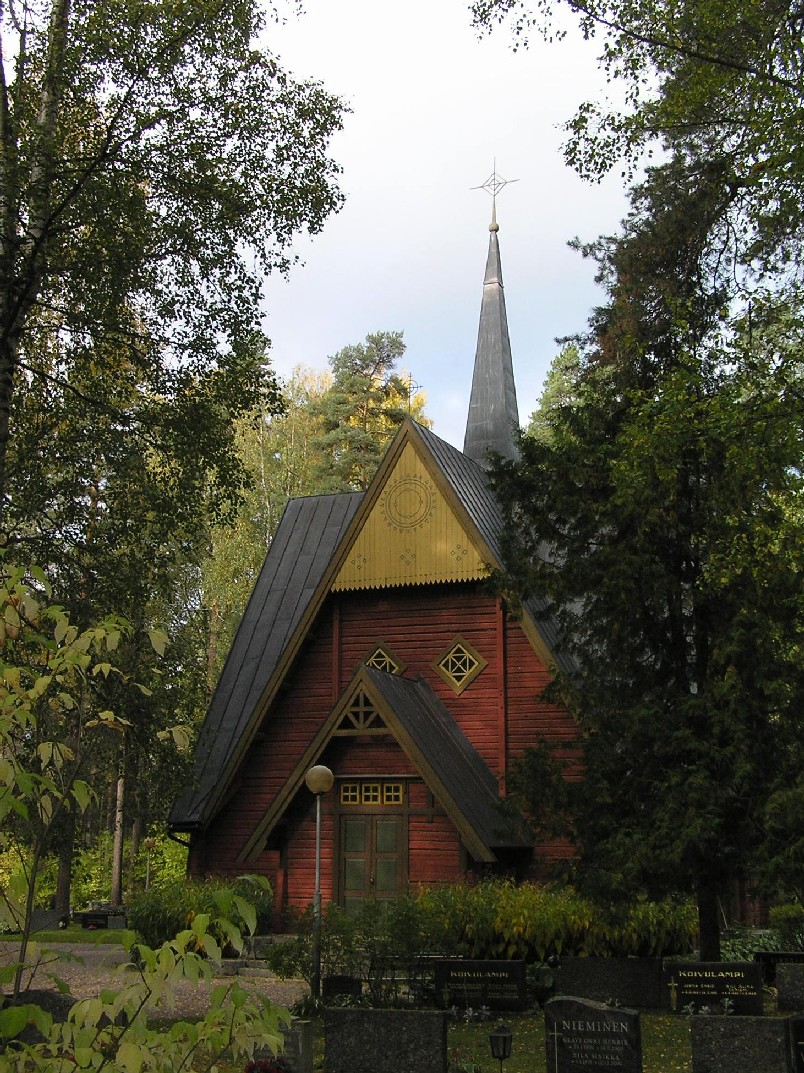
Chapelle funéraire, Virrat (1902)
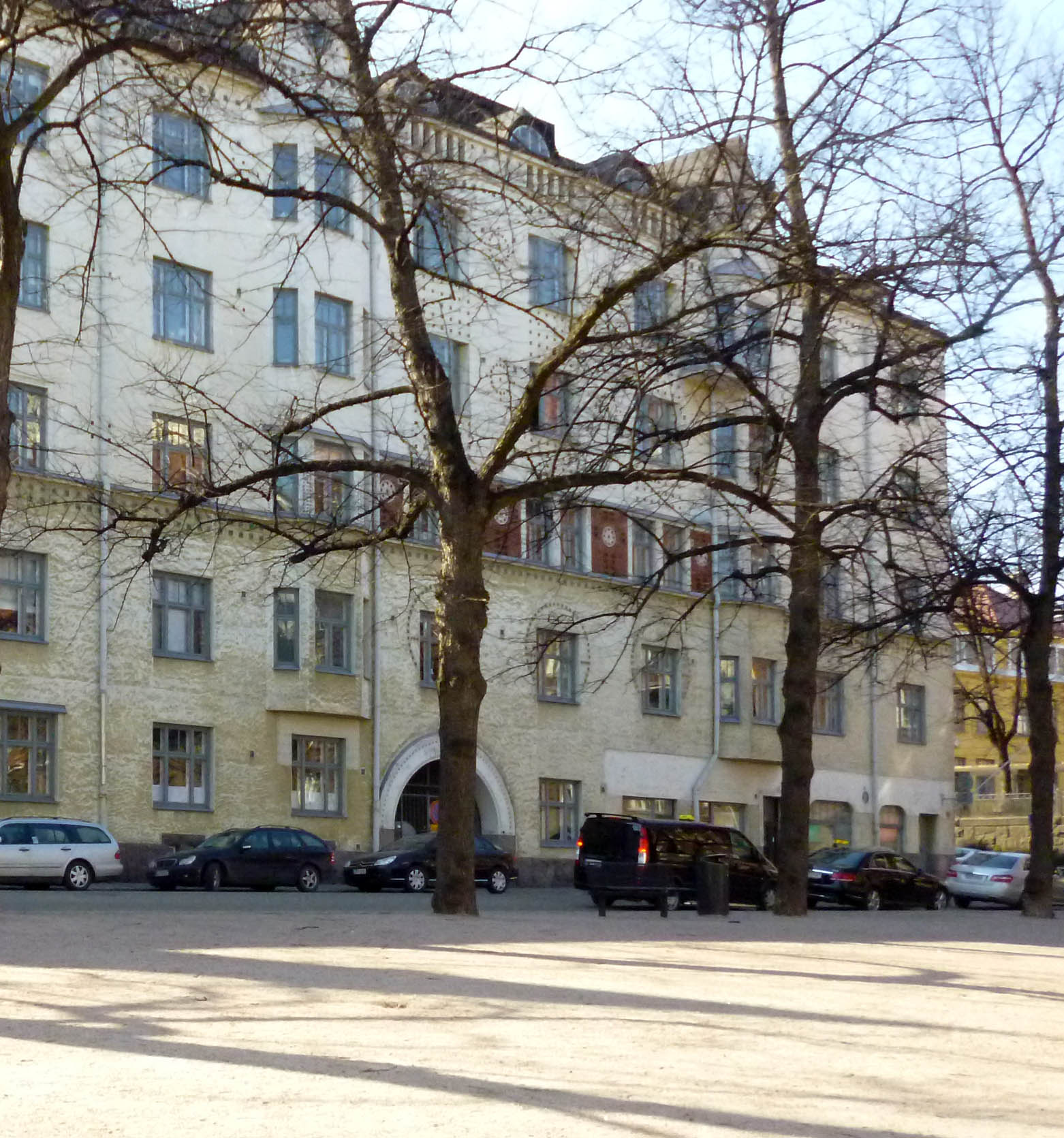
Immeuble Mielikki d’habitation, Helsinki (1906)
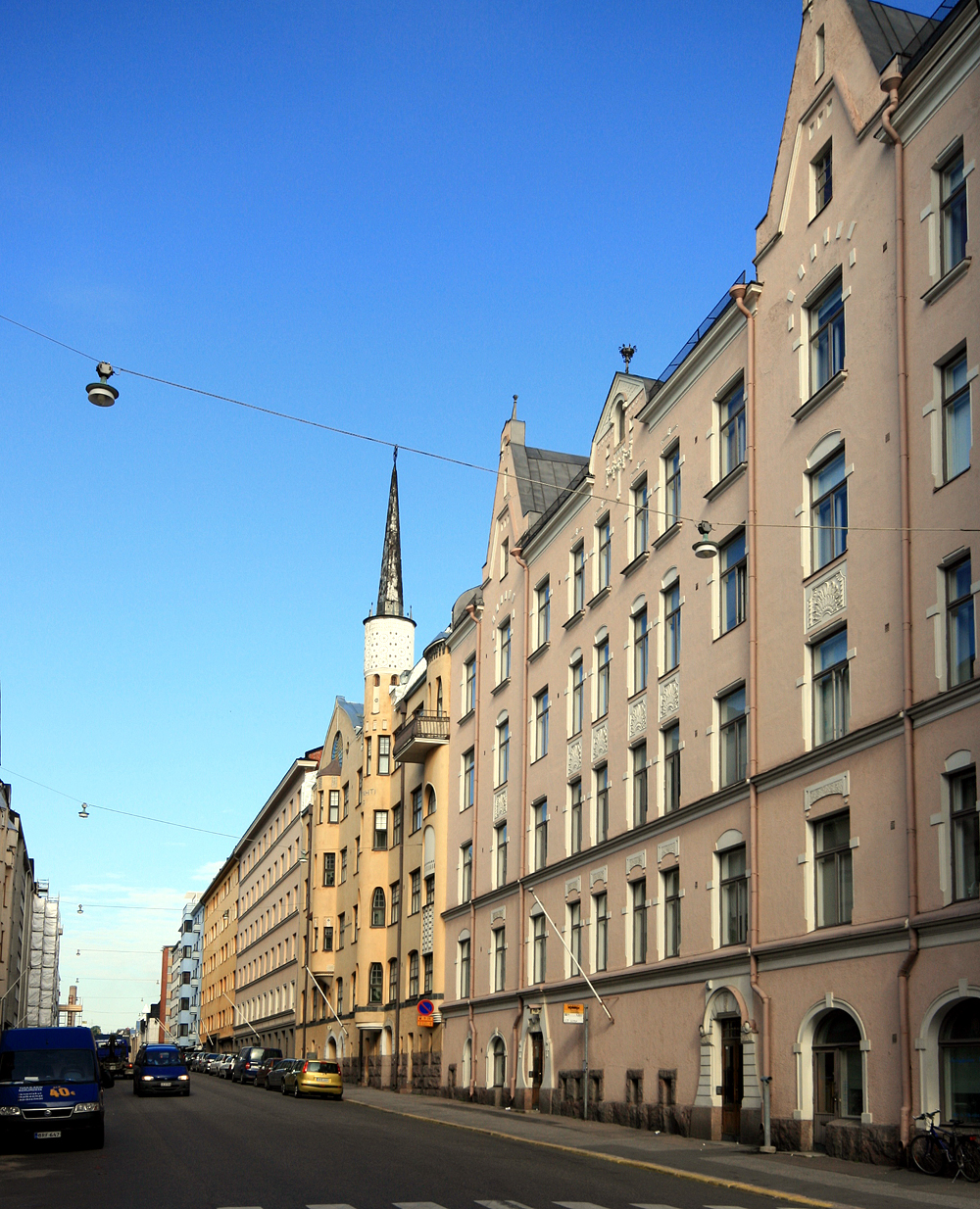
Immeuble Kointähti d’habitation, Helsinki (1907)
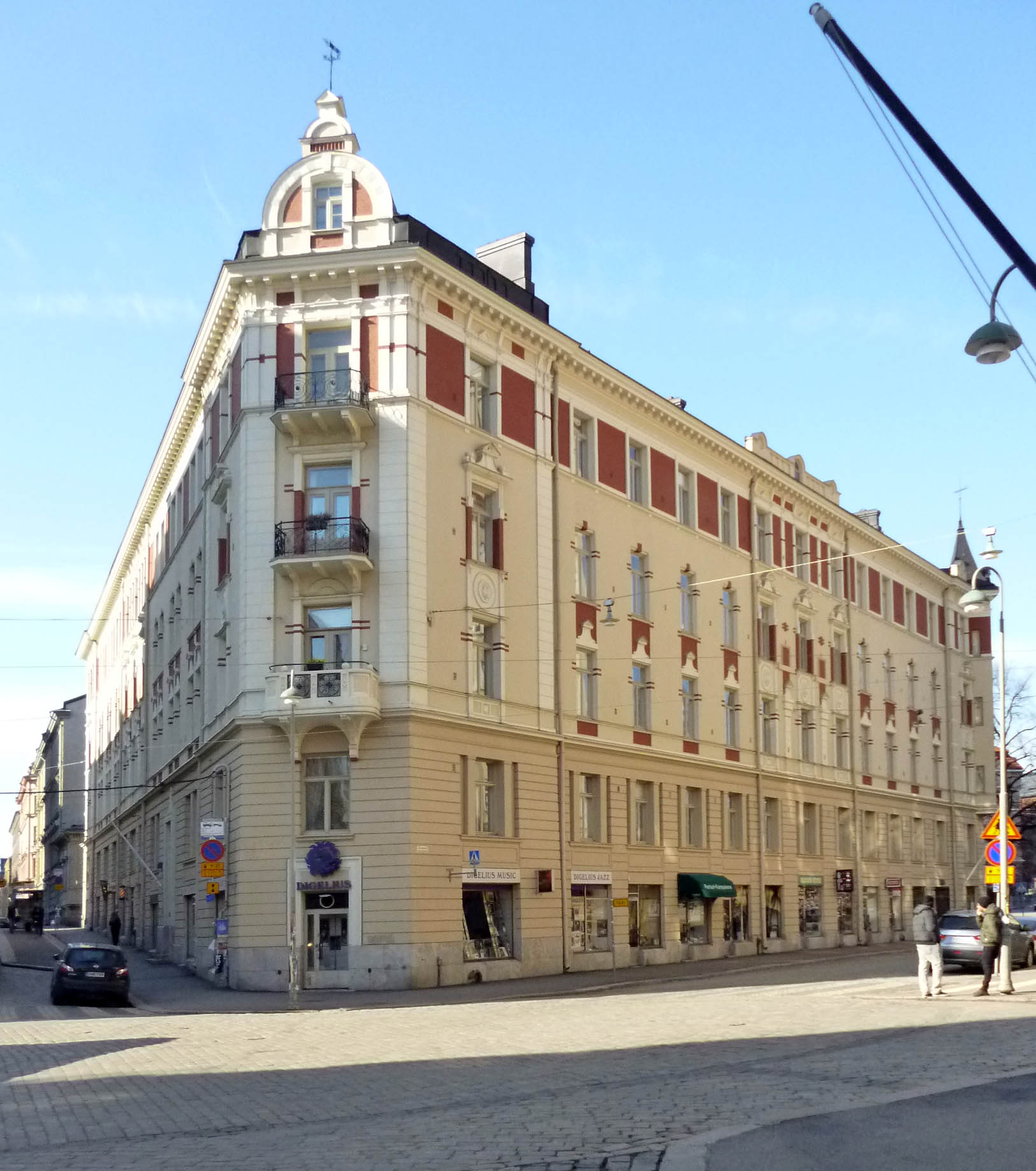
Immeuble Wuorinen, Fredrikinkatu 19 – Merimiehenkatu 6, Punavuori